# Kiesteich unter der Aue’schen Kugel
Der Kiesteich unter der Aue’schen Kugel ist eine ehemalige Kiesabbaufläche im Eschweger Becken, linksseitig der Werra. Nach beendeter Auskiesung wurde das Gelände im Dezember 1984 zum Naturschutzgebiet erklärt, um für an Wasser gebundene Vogelarten einen störungsfreien Lebensraum zu sichern und zu erhalten. Der geschützte Bereich besitzt eine Größe von 9,31 Hektar, hat die nationale Kennung 1636011 und dem WDPA-Code 164091.

## Lage
Das Naturschutzgebiet besteht aus zwei Kiesseen, mit einer Größe von rund einem und vier Hektar, die mit einem dichten durchgehenden Gehölzstreifen umgeben sind. Es liegt in der Gemarkung der Stadt Wanfried im nordhessischen Werra-Meißner-Kreis und gehört zum Geo-Naturpark Frau-Holle-Land. Im Norden wird es von der Werra begrenzt, von der die Seen mit einem etwa zwanzig Meter breiten Damm getrennt werden. Östlich reicht eine Ackerfläche bis an das Schutzgebiet und westlich sind weitere Kiesseen vorhanden, die als Anglerteiche genutzt werden. Südlich endet der geschützte Bereich an dem Radweg von Wanfried nach Aue. Der Radweg verläuft hier in einem verengten Bereich dicht an der Landesstraße 3244 unterhalb der Aue’schen Kugel, einer 274 m hohen Erhebung am nordöstlichen Ausläufer des Schlierbachswaldes.
Nach der naturräumlichen Gliederung Deutschlands des Instituts für Landeskunde Bad Godesberg befindet sich das Schutzgebiet im Unteren Werrabergland (358), im Grenzbereich zwischen der Schwebda-Jestädter Werraaue (358.20) im Eschweger Becken (358.2) und dem Treffurt-Wanfrieder Werratal (358.1). Nach Süden geht der Bereich in den Schlierbachswald (357.91) im Fulda-Werra-Bergland (357) über. Sie sind alle Einheiten des Osthessischen Berglands.

## Unterschutzstellung
Nach abgeschlossenem Kiesabbau wurden 9,31 Hektar in dem Bereich um die zurückgebliebenen Wasserflächen, mit Verordnung vom 13. Dezember 1984 der Bezirksdirektion für Forsten und Naturschutz beim Regierungspräsidium in Kassel, zum Naturschutzgebiet erklärt. Zweck der Unterschutzstellung war, für Wasservögel und besonders deren bestandsgefährdete Arten, ein störungsfreies Brut- und Rastgebiet zu sichern. Über die Musterverordnung hinaus blieb mit Einschränkungen die extensive Nutzung der Grünlandflächen gestattet.
Das Naturschutzgebiet liegt vollständig im Landschaftsschutzgebiet „Auenverbund Werra“. Es wurde im Jahr 1992 eingerichtet, um die verschiedenen Wiesen- und Ufervegetationstypen des Gewässers zu schützen und naturnahe Gewässerabschnitte zu erhalten oder sie wieder herzustellen. Das aus mehreren, unterschiedlich großen Teilgebieten bestehende Schutzgebiet besitzt eine Größe von fast 4000 Hektar und erstreckt sich entlang der mittleren und unteren Werra in den Landkreisen Hersfeld-Rotenburg und Werra-Meißner.

## Besucherhinweis
Der Bereich um die Seen ist als ungestörte Ruhezone vorgesehen und soll nicht betreten werden. Unmittelbar an der südlichen Grenze des Schutzgebiets führt auf einem Radweg der linksseitige Werratal-Radweg und die Abstecher-Variante des Herkules-Wartburg-Radwegs vorbei. Von dem Radweg sind die Wasserflächen nicht einsehbar.